# 布瓦塞拉朗德
布瓦塞拉朗德（法語：Boissei-la-Lande，法語發音：[bwasɛ la lɑ̃d] ⓘ）是法国奥恩省的一个市镇，属于阿让唐区。

## 地理
布瓦塞拉朗德（48°40'58"N, 0°3'44"E）面积7.11 平方千米，位于法国诺曼底大区奧恩省，该省份为法国西北部内陆省份，北起顺时针与卡爾瓦多斯省、厄尔省、厄尔-卢瓦省、萨尔特省、马耶讷省和芒什省接壤。
与布瓦塞拉朗德接壤的市镇（或旧市镇、城区）包括：阿尔默内什、欧努勒福孔、梅达维。

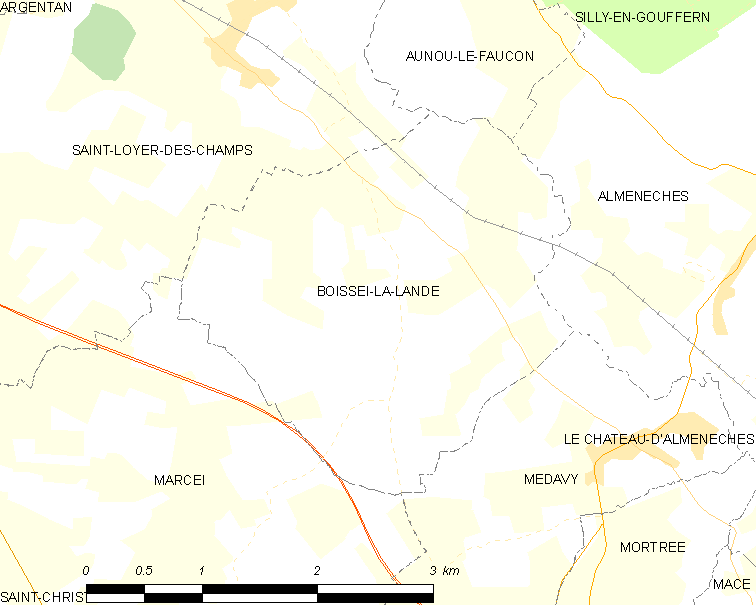
布瓦塞拉朗德的OSM定位图

布瓦塞拉朗德的时区为UTC+01:00、UTC+02:00（夏令时）。

## 行政
布瓦塞拉朗德的邮政编码为61570，INSEE市镇编码为61049。

## 政治
布瓦塞拉朗德所属的省级选区为塞镇县。

## 人口

1962-2008年间布瓦塞拉朗德人口变化图示

布瓦塞拉朗德于2022年1月1日时的人口数量为109人。